# Армия Королевства Сербия
Армия Королевства Сербия (серб. Војска Краљевине Србије), также известная как Сербская королевская армия (серб. Српска краљевска војска) — вооруженные силы Королевства Сербия в период с 1882 по 1918 гг. Были образованы в 1882 году, после того, как Сербия стала Королевством. Принимали участие в войне с Болгарией, Балканских войнах и Первой мировой войне. В 1918 году стали основой вооруженных сил Королевства Сербов, Хорватов и Словенцев.

## История
В 1883 году в Сербии была введена всеобщая воинская повинность. Военнообязанные делились на три категории, а также на резерв последней обороны. К 1-й категории относились мужчины в возрасте от 21 до 31 года, ко 2-й категории — мужчины в возрасте от 31 года до 38 лет, к 3-й категории — мужчины в возрасте от 38 до 50 лет. Резерв «последней обороны» составляли мужчины от 18 лет до 20 года и от 38 до 50 лет и, как правило, привлекались для гарнизонной службы и охраны различных объектов. Военнообязанные призывались на два года. Для учащихся или единственных мужчин в семье срочная служба длилась от 6 до 9 месяцев.
Проведя военную реформу, Милан Обренович добивался последовательного увеличения военных расходов. Выросло офицерское жалование, были введены доплаты, офицеры получали многочисленные награды. Милан Обренович значительно повысил положение офицерского корпуса в обществе, а увеличив прием в Военную академию, он сформировал корпус лично ему преданной военной молодежи. В стране его именовали «король армии». В то же время, в войсках укреплялось мнение, что они должна не только обеспечить защиту страны от внешней агрессии, но и гарантировать в ней внутренний порядок.
Кроме развернутых на фронтах армий, около 40 000 сербских солдат были оставлены в тылу для прикрытия железной дороги на Салоники, по которым Сербия получала различные грузы. Столь крупное число солдат было обусловлено активностью проболгарских четнических отрядов, а также албанских и турецких банд, устраивавших диверсии и нападения с территории Албании.
Завершив эвакуацию сербской армии, союзники приступили к её реорганизации. По планам французского военного командования, в составе армии должны были быть 6 пехотных дивизий и 140 000 личного состава. 27 февраля 1916 года эти идеи воплотил в жизнь сербский Генштаб, изменив структуру армии, утвержденную в 1913 году. Заново сформированные шесть пехотных дивизий распределялись между тремя армиями. Также было создано множество различных тыловых подразделений, которые должны были обеспечить более регулярное и качественное снабжение действующих на фронте частей всем необходимым. В состав сербской армии также вошли автотранспортные подразделения французов и англичан, чья численность постепенно росла. 23 июля 1918 года помощь сербам оказывали три французских автомобильных отряда и пять санитарных взводов, а также десять английских автомобильных рот. Они были оснащены 626 автомобилями.
После переброски на Салоникский фронт сербская армия продолжала нести тяжелые потери. В 1916 году погибли 7208 солдат и офицеров, в 1917 году — 2270. После прорыва фронта и до 29 октября 1918 года погибло ещё 9303 человека, десятки тысяч были ранены. Также за время войны около 60 000 сербских военных умерли в плену. 114 000 стали инвалидами. Общие потери сербской армии в Первой мировой войне составили 369 620 солдат и офицеров.

## Организация

### Перед Балканскими войнами

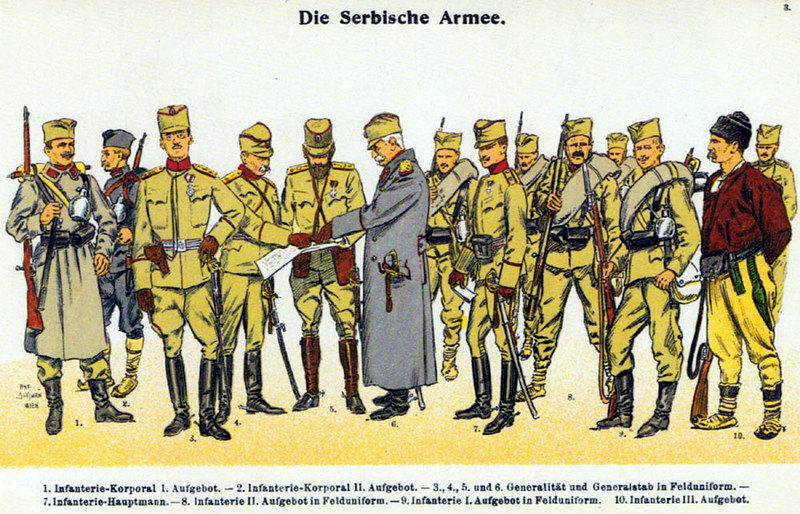
Внешний вид сербских солдат во время Балканских войн

После реформы 1906 года сербская армия получила новую структуру. Она состояла из 3700 офицеров и 165 000 солдат, распределенных между Генеральным штабом и пятью пехотными дивизиями - Дунайской, Моравской, Дринской, Шумадийской и Тимокской. После мобилизации 1912 года численность армии была доведена до 336 348 солдат и офицеров в 15 пехотных дивизиях по 23 500 человек в каждой. В дивизиях 1-й категории было четыре пехотных полка (4860 человек в каждом), в полку было четыре батальона (1116 человек в каждом). В свою очередь, батальоны делились на четыре стрелковые роты по 260 человек, роты — на четыре взвода по 60 человек, а взводы состояли из четырех отделений по 15 человек в каждом. Каждый полк имел в своем составе одно пулеметное отделение с четырьмя пулеметами. Кроме них в дивизии были от трех до пяти кавалерийских эскадронов (по 130 человек в каждом), полк полевой артиллерии (девять батарей с четырьмя орудиями в каждой) и вспомогательных подразделений: двух инженерных рот, медицинской роты и т.д. В дивизиях 2-й категории было по три пехотных полка, а также кавалерийский полк и дивизион полевой артиллерии. В кавалерийских дивизиях были две кавалерийские бригады по два полка в каждой. Кавалерийский полк, в свою очередь, состоял из четырех эскадронов с 210 всадниками в каждом.
Общая структура армии выглядела следующим образом:
- Генеральный штаб
- Первая армия (132 000)
- Вторая армия (74 000)
- Третья армия (76 000)
- Ибарская армия (25 000)
- Яворская бригада (12 000)

### В межвоенный период

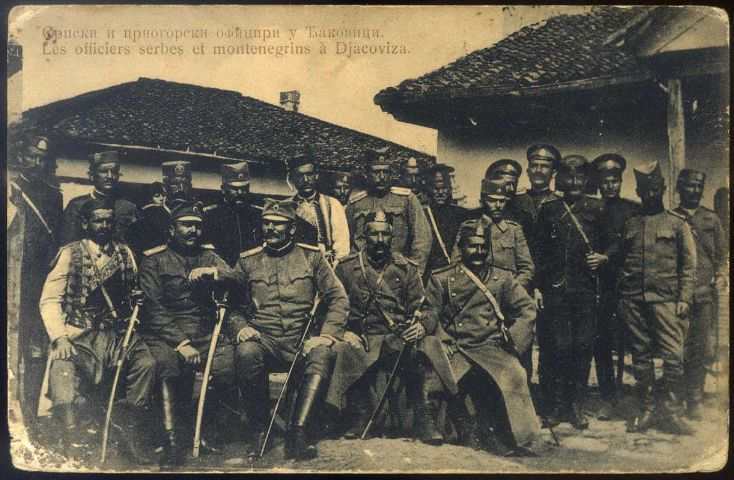
Сербские и черногорские офицеры в Джяковице

После окончания Балканских войн перед сербским военным руководством встал вопрос реорганизации армейской структуры и «охвата» недавно включенных в состав страны регионов. В конце 1913 года вдобавок к уже имеющимся были созданы 5 новых дивизионных областей: Вардарская, Брегальницкая, Битольская, Косовская и Ибарская. Однако новые дивизионные области до начала Первой мировой войны успели начать только подготовку новобранцев.
Численность дивизий колебалась от 14 до 16 тысяч солдат и офицеров, что было связано с потерями, понесенными в Балканских войнах. Также ощущалась нехватка артиллерийских орудий и пулеметов. После мобилизации летом 1914 года в армии насчитывалось 12 дивизий: 10 пехотных, одна смешанного состава и одна кавалерийская. Пехотные дивизии были набраны из 5 дивизионных областей, существовавших ещё до 1912 года. Каждая область выставила две дивизии: одну с резервистами 1-й категории, вторую с резервистами 2-й категории.

### В годы Первой мировой войны

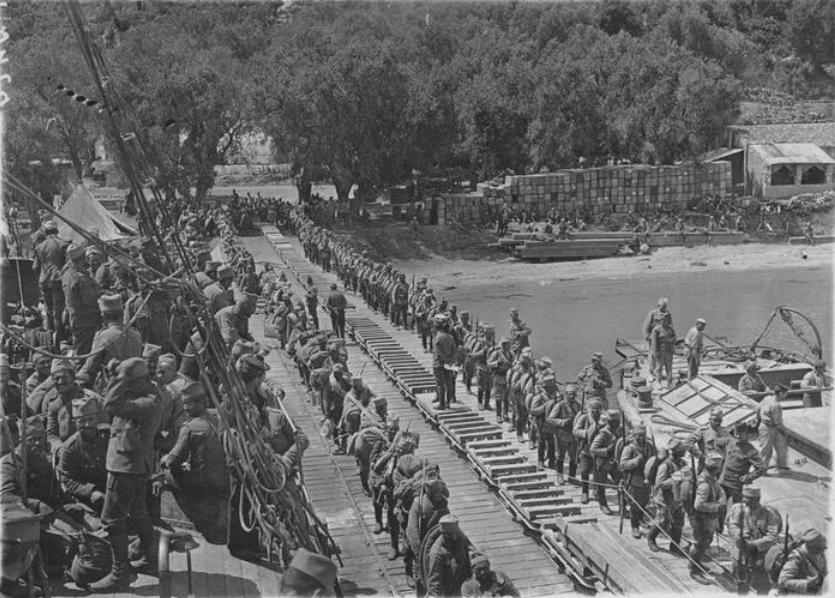
Сербские солдаты перед отправкой на Салоникский фронт

После событий «Албанской голгофы» сербская армия весной 1916 года была эвакуирована на Корфу, где прошла реорганизацию. Из уцелевших подразделений были сформированы три армии, каждая из которых включала в себя две пехотные дивизии, тяжелый артиллерийский полк и подразделения обеспечения. Во время боев на Салоникском фронте структура сербской армии выглядела следующим образом:
- Генеральный штаб
- 1-я армия
- 2-я армия
- 3-я армия

Структура дивизий была несколько изменена по сравнению с организационно-штатной структурой, установленной генштабом в 1913 году. Пехотная дивизия нового образца состояла из штаба, двух пехотных бригад и ряда артиллерийских и тыловых подразделений. Каждая бригада насчитывала два полка, в каждом из которых были три батальона. Батальон состоял из трех стрелковых рот и пулеметного отделения с четырьмя пулеметами. Также в дивизии был отдельный полк, укомплектованный резервистами 3-й категории, кавалерийский эскадрон, полк полевой артиллерии (два дивизиона по три батареи в каждом), горный артиллерийский дивизион (три батареи), гаубичный артиллерийский дивизион (три батареи), санитарная рота (семь взводов) и т.д.

## Вооружение и оснащение

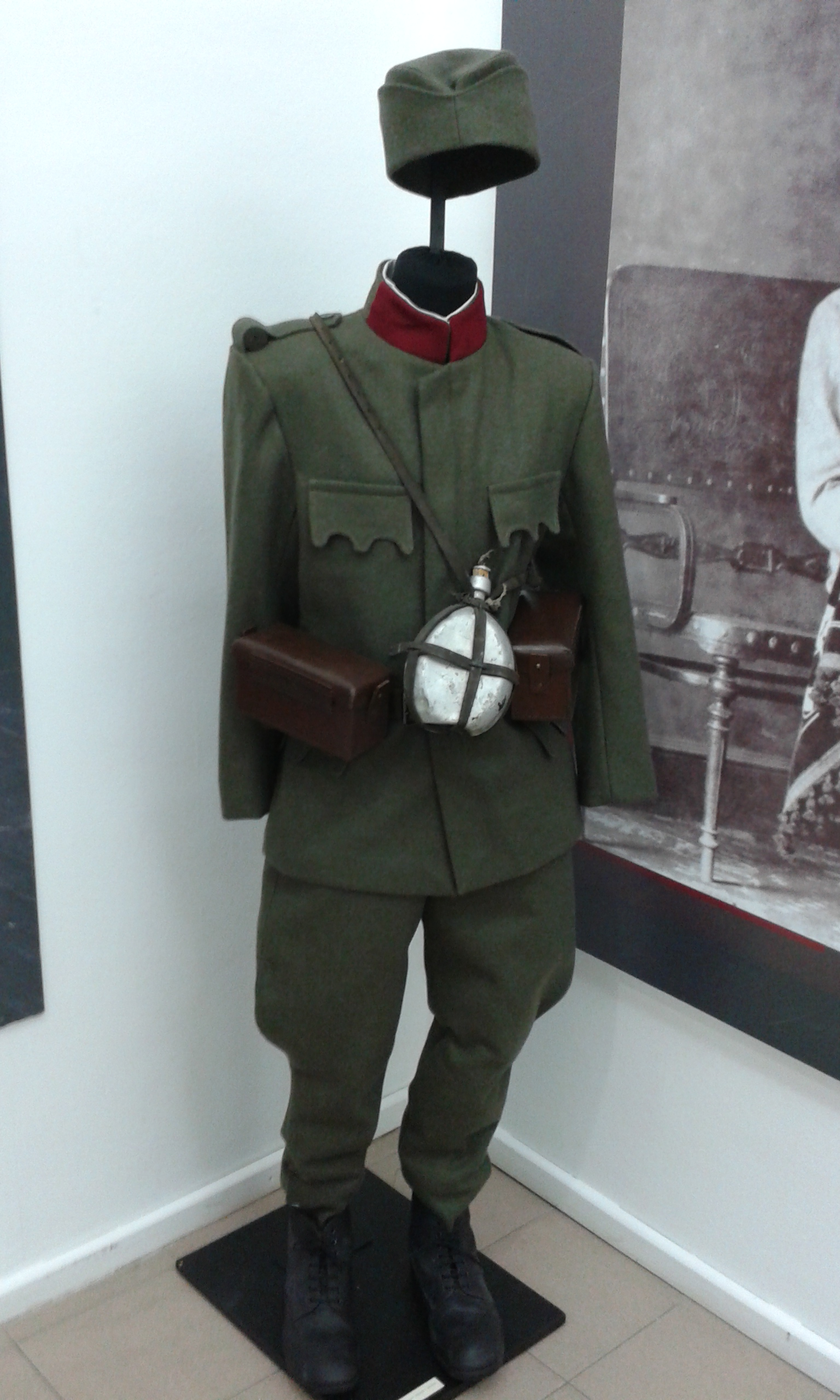
Униформа сербского пехотинца

Военная промышленность в Сербии в конце XIX-начале XX вв. была слабо развита. Это вынуждало сербское правительство закупать значительную часть вооружения и военного снаряжения за границей, причем, как правило, путём займов. Так как оно закупалось в разных странах, не было единого стандарта, а на вооружении армии оказались различные системы разных калибров, что серьезно осложняло как военную подготовку, так и снабжение подразделений. Основными военными заводами были:
- Военно-технический в Крагуеваце, выпускавший гранаты и снаряды
- Завод по производству пороха в Строгари
- Завод по производству пороха в Обиличеве
- Белградский завод по пошиву военной формы

Стрелковое вооружение в сербской армии было достаточно разнообразным. В основном, на вооружении были закупленные ранее, а также захваченные в боях с турками и болгарами винтовки системы Маузера, системы Манлихера и др. Винтовки Бердана стояли на вооружении резервистов 3-й категории и подразделений «последней обороны». Ресурс многих из них был потрачен в Балканских войнах. Кроме того, в сербской армии широко использовались винтовки системы Мосина, поставляемые из России. К 16 августа 1914 года Сербия получила от России 113 000 винтовок и 93 миллиона патронов для них. К началу Первой мировой войны в армии было дополнительно приобретено 246 пулемётов. Они распределялись по пулемётным взводам при полках. В полку было два пулемётных взвода, в каждом из которых по два пулемётных расчёта.
Комплект стандартной униформы выдавался только солдатам 1-й категории призыва. Остальные резервисты должны были приобретать либо самостоятельно шить военную форму за собственный счет. Исключение делалось для мобилизованных мужчин из малоимущих семей, униформу которым приобретали власти общины (муниципалитета).